# قسم سلطان أباد الريفي (رامز)
قسم سلطان أباد الريفي (بالفارسية: دهستان سلطان‌آباد) هي قسم تقع في إيران في القسم المركزي. يقدر عدد سكانها بـ 5,612 نسمة .